# Hét pecsét (Biblia)
A hétpecsétes könyv feltörése a Jelenések könyve szerzőjének (hagyományosan János apostol, ma már vitatott) látomásaiban, az 5-8. fejezetben olvasható.
Az író egy könyvet látott Isten jobb kezében (az író korában a könyvek akkori formája a tekercs volt). Ennek tartalma hét részre volt osztva, és mindegyik rész le volt pecsételve. A hetes szám a Bibliában a teljesség száma, és a könyv mélységes voltára utal. Ez a hétpecsétes könyv a jövőnek a titkait tartalmazta.
A hét pecsét feltörésére nem jelentkezett senki, sem a mennyei lények, sem Énók, Mózes vagy Illés (akik a Biblia alapján felvitettek a mennybe). Az egész teremtett világegyetem beismeri, hogy nemcsak méltatlan, de képtelen Isten örök titkaiba behatolni, bepillantani. A továbbiakban a szerző bemutatja a Bárányt, vagyis Jézust. A Bárány kifejezéssel János apostol írásaiban többször is találkozunk. Ő az, aki magán viseli a keresztre feszítés sebeit, ami azt jelenti, mintha leölték volna. Ő Isten Fia, aki győzött a golgotai kereszten, akkor győzött, amikor látszólag vereséget szenvedett. 
A hét szarv a Bárány hatalmának teljességét, a hét szem pedig azt a tökéletes bölcsességet és mindentudást jelképezi, amelyet Isten Lelkének birtoklása eredményez.
A további versszakokban mielőtt a Bárány feltörné a hét pecsétet, mennyei istentiszteletet tartanak, amelynek a középpontjában a Bárány áll. Az egész menny együttesen mond dicséretet. Majd a hétpecsétes könyv felnyitása által a Bárány kinyilatkoztatja, hogy milyen sorrendben fejlődnek az események egészen Isten országának a felállításáig.

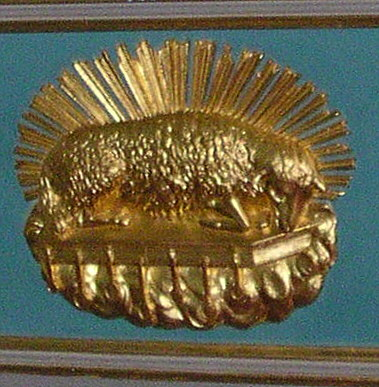
Az Apokalipszis Báránya a Szent Márton-plébániatemplom főoltárán, Ensch

## A pecsétek

### Az első négy pecsét
A következőkben bemutatott apokaliptikus lovasokat sok bibliamagyarázó a háborúk, az éhínség és a járványok borzalmaira vonatkoztatja. Figyelembe kell venni, hogy a Jelenések könyvének jövendöléseit nem a hitetlen világnak, hanem Isten egyházának adta az Úr. A világtörténelem csupán keret, amelybe Isten belefoglalja a népének a történelmét.

### Első pecsét
Róma fénykorában a győztes hadvezérek fehér lovakkal vontatott kocsikon vonultak be a városokba.
Történelmi értelmezési irányzat: A fehér lovon ülő, kifeszített íjat tartó megkoronázott lovas, mint szimbólum, az üdvösség evangéliumának diadalútját jelképezi. A ló fehér színe a hit tisztaságát ábrázolja abban a korszakban, a korona amely a lovasnak adatott, ábrázolja az ő győztes előrenyomulását, a kereszténység első úttörőinek buzgóságát és sikerét, amellyel az evangéliumot terjesztették.

### Második pecsét
Történelmi értelmezési irányzat: Míg a fehér ló az evangélium tisztaságát, addig a vörös ló ennek az eredeti tisztaságnak az elsötétülését jelképezi. A keresztények már nem voltak többé egy szívvel-lélekkel - mint kezdetben - hanem mindenféle szakadások okoztak bántalmakat a gyülekezet kebelében. A világi szellem foglalta le a helyét Isten Lelkének. A nagy kard mutatja azt az átmenetet, midőn lelki fegyverek helyett erőszakot kezdett alkalmazni a kereszténység. A keresztény egyház államvallássá lett, és a császárok érdekében részt vett a háborúkban. A zsidó és pogány vallásokat, ha szükséges volt, akár erőszakkal is elnyomták.

### Harmadik pecsét
A fekete ló szembetűnő ellentéte a fehérnek.
Történelmi értelmezési irányzat: Mialatt a fehér ló a tisztaságnak, az ártatlanságnak a jelképe, a fekete ló a sötétségnek, a bukásnak és a halálnak a jelképe. Az evangélium szigorú alapelveitől való eltérés által mindenféle tévedések romboltak az egyházban abban az időben, és egy gyászos fátyol borult reá. A tévtanok és a pogány eszmék ebben az időben már teljes jogot élveztek a keresztény egyház keretén belül; az istentiszteletek egyszerűségét a rituális ceremóniák, a külsőség, a liturgia váltotta fel teljesen. A mérleg Isten igéjében, mint az emberi jellem megmérője használatos. Az árpa és búza árának megállapítása éhínségre mutat. Nem csak a kenyérben való éhínségre, hanem Isten igéjében is. Az olaj és a bor táplálkozási elemek. Az olaj akkoriban világításra is szolgált, a bor pedig felüdülésre. Az olaj a Szent Léleknek a jelképe is. A bor Krisztus vérének a jelképe. Az élet-kenyerében való éhség dacára, mindig volt bor és olaj. Krisztusnak minden időben voltak hozzá hű tanúi, akiket táplált Szent Lelkével és életével.

### Negyedik pecsét
A negyedik pecsét felnyitása egy rémületes képet tár elénk. A sárga színű szó görög eredetiben chloros szó sárgászöldet, fakót, vagy halálszínt jelent.
Történelmi értelmezési irányzat: A negyedik lovas elhozta a halált minden formájában. Tömegesen ragadta el az embereket, és a pokol kapuja mindig nyitva állt, hogy elnyelje őket. Mégis Isten az ő irgalmában nem engedte a földnek csak negyedrészét sújtani. Kétség nélkül ezen korszak a sötét középkorra utal. "Fegyverrel és éhséggel és halállal és a földnek fenevadai által" azon eszközökre mutat, amelyek által a mártírok kínozva lettek, kik közül sok millió lélek öletett meg.

### Ötödik pecsét

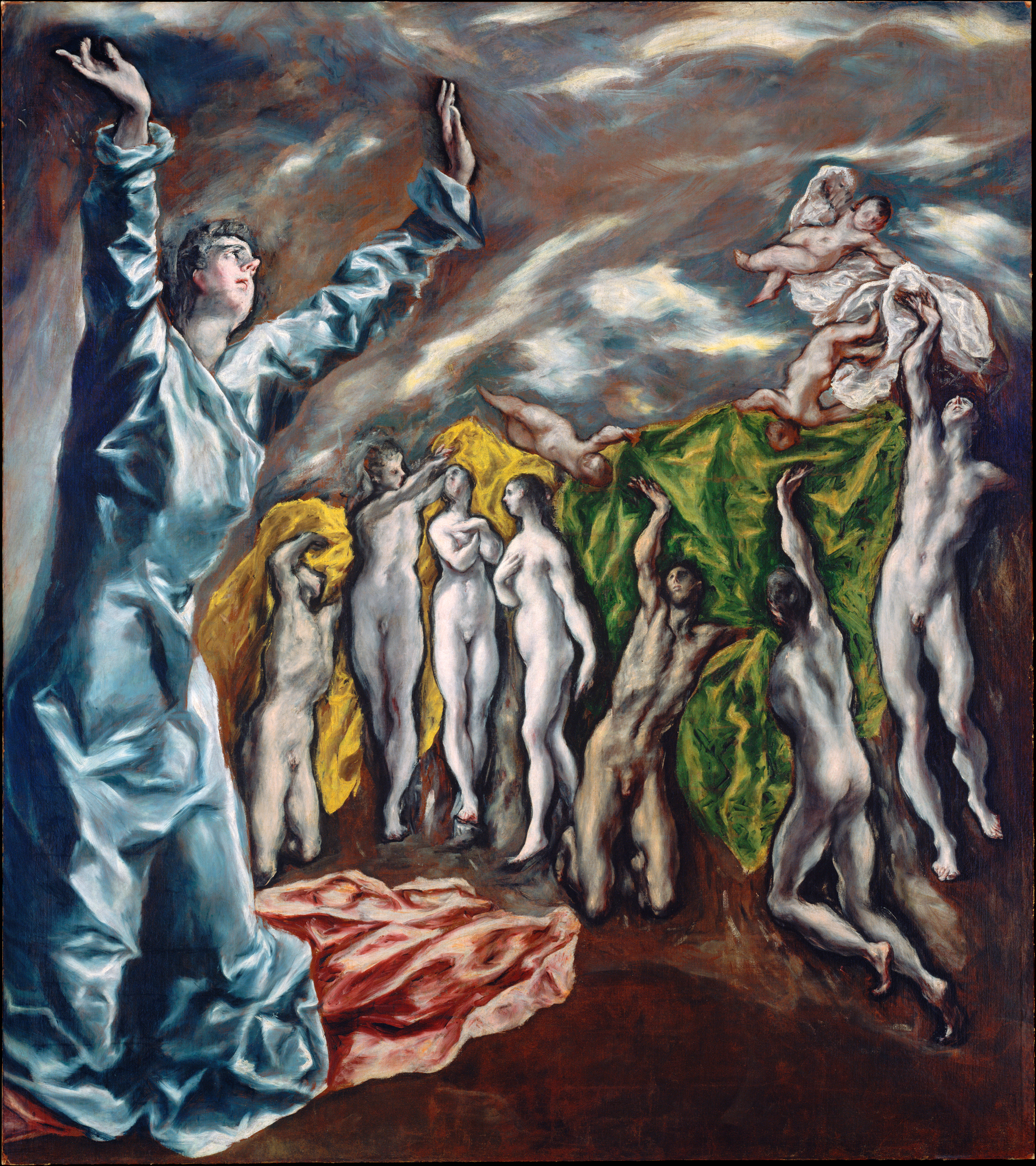
El Greco: Az Apokalipszis ötödik pecsétje

Különösnek találhatjuk a lelkek az Úrhoz intézett bosszúra szomjas kiáltását, mert látszólag ellentétben áll Jézus és az apostolok példáival és tanításaival, akik a szeretet parancsát még az ellenségre is kiterjesztették. Jelképpel van dolgunk! E képek alkalmazása hasonló ahhoz, amit a Kain által meggyilkolt Ábelről feljegyez a Szentírás. Miként Ábel vére sem kiáltott a valóságban, így ezek is csak jelképesen kiáltanak.
A lelkek a hűség és tisztaság ruháiba lettek felöltöztetve, mint igaz és hűséges hívők lettek elismerve. Az igaz istenítélet, a végleges, még késik egy kissé, mert a mártírok száma még nem teljes. Az utolsó idő eseményei még bizonyára sok hívő életét is követelni fogják áldozatul.

### Hatodik pecsét
Futurista nézőpont: Egy globális felfordulás, amikor egy nukleáris háború vagy egy hatalmas földrengés és a vulkáni portörmelék következtében a nap elsötétül és a hold vörös színűvé válik. Majd ezt csillaghullás követi és Isten haragjának (utolsó csapásainak) kitörése.
Idealista értelmezés: Az utolsó idők vége, mielőtt Jézus visszatér.
Történelmi értelmezési irányzat: A hatodik pecsét feltörése jelzi és nyitja meg az Úr nagy napja előtti jelek sorozatát. Az itt felsorolt jelek ugyanúgy a kegyetlen üldöztetés és a sötét középkor hosszú korszaka után következnek, mint Jézus jövendölésében (Máté 24. rész). Földrengések mindig is voltak, hisz Jézus kereszthalálakor is földrengés jelezte, hogy Isten megítélte a bűnt. Itt azonban olyan földrengést jelez a látnok, amely az emberekben felkelti az istenítélet gondolatát. Az adventizmus követői szerint e jelek az elmúlt századokban következtek be. Az 1755-ös lisszaboni földrengés egy akkori világbirodalom központját és egyben Európa egyik leggazdagabb városát döntötte romokba.
A Szentírásban a sötétséget is kapcsolatban látjuk az isteni ítélettel. Az egyiptomi tíz csapás vagy Jézus halála alkalmával. A sötétséget is a végidők egyik jele gyanánt sorolja fel az elbeszélés. A Millerita nézőpont szerint ez 1780. május 19-én következett be. Az észak-amerikai félteke egy részére fényes nappal olyan sötétség borult, hogy az állatok éjszakai nyugalomra tértek. William Herschel csillagász leírása szerint, a sötétség olyan nagy volt, hogy a munkások kénytelenek voltak a mezei munkát abbahagyni és hazatérni. A sötétedés egész nap tartott. A sötétedés, amely a rákövetkező éjszakán történt, éppoly természetellenes volt, mint az előző napi.
Néhány évvel később, 1799. október 12-én bekövetkezett a csillaghullás is. William Herschel szerint ennél tüneményesebb égi színjáték még nem folyt le a történelemben. Sok százezer meteor hullott alá az égboltról, úgy, mintha annak egyetlen pontjáról hullottak volna. Ez a nagyszabású csillaghullás 1866-ig 33 évenként, kétszer megismétlődött, majd megszűnt.
Az ezekben bekövetkező természeti tünemények sora olyan eseményekkel foglalkozik, amelyekről a múlt krónikásai beszámolót adni nem tudnak. Ez azt jelenti, hogy ezek a vázolt események bekövetkezése és teljesedése a jövőben rejlik. A népek egybegyűlnek, együtt vannak "nagy" emberek és "kicsik". A félelmük ugyan egybeterelte őket, de imádkozni csak akkor kezdenek, amikor már késő. Imádságuk oka: félelmük a Bárány haragjától.
Mielőtt még a hetedik pecsétet felnyitná a Bárány, feltárul, hogyan menti meg az Úr az emberek nagy tömegét, a föld történelmének lezárulása előtt. A Jelenések könyvének 7. fejezete tehát megszakítása az események folyamatosságának, illetve közbeiktatása egy fontos eseménynek. Időrendben a 6. fejezet 14. verse elé lehetett volna, illetve lehet besorolni. Tehát mindenesetre a hatodik pecsét korszakába tartozó esemény.
Történelmi értelmezési irányzat: A szelek háborúk jelképei. Az angyalok tartják vissza az utolsó nagy háború kitörését. Nem közönséges háborúk jelképe ez; hiszen Jézus szavai szerint háborúk mindig voltak és lesznek. A szelek szabadon eresztése: a Bárány haragmegnyilatkozása, melyet újrajövetelét megelőzően, csapások valóságában bocsát a megtéretlen emberiségre. Ennek az utolsó csapástól kísért harcnak még nem szabad kitörnie, mert Isten még egy különleges munkát végeztet el a földön. Mindaddig nem áradhatnak a világra a végső csapások, míg Isten el nem pecsételte minden választott gyermekét; miképpen Szodomát sem pusztította el addig, míg az övéit ki nem mentette onnan.
A pecsét, amelyet a szöveg említ: a Szent Lélek, amely Isten kiemelt eszköze, mely a szentet elválasztja a meg nem szentelttől.
Az angyalok addig nem ereszthetik szabadon a szelek által szimbolizált veszedelmeket, amíg Isten elpecsételt gyermekeinek száma nem teljes. A 7. fejezet további versei sorolják, hogy minden törzsből 12 ezer az elpecsételtek száma. Ez a szám is szimbolikus, ugyanúgy jelképesen kell értenünk, mint az Izráel 12 törzséből kiválasztott 12 ezer elpecsételtet, összesen 144 ezret. Ezt bizonyítja az a tény, hogy nem a testi, hanem a lelki Izráelből vannak kiválasztva. Az újszövetségi  Szentírás gyakran nevezi Izráelnek Isten népét.

### Hetedik pecsét
Kétségtelen, hogy a legmegrázóbb a hetedik pecsét tartalma, hiszen a felnyitása nyomán lőn nagy csendesség a mennyben, mintegy fél óráig. 
Ez olyan mint egy vihar előtti csend, mely egy rendkívüli eseményt jelez előre. 
Ez a fél óra természetesen csak a mi földi viszonylatunkban értendő, mert a mennyben, az örökkévalóságban idő nincsen.
A zsidó népnél görbe szarvból készült trombitával (sófár) hirdették ki a háborúkat, úgyszintén az elbukott és megromlott nép elleni isteni büntetéseket. A háborúk Isten ítéletei voltak, amelyeket a Tőle elfordult nép büntetésére engedett meg. Ilyen eszközök voltak a filiszteusok, az asszírok, a babiloniak, a rómaiak, illetve egyes halálos járványok.
A Jelenésekben szemléltetett büntető ítéleteket Isten vagy elemi (természeti) csapások által, vagy pedig emberi eszközök útján viszi véghez a föld lakosain.  
János apostol bepillant a mennyei templomba és látja Krisztus közbenjárói szolgálatát Isten és az emberek között (Jel. 5: 6-8). Itt egy angyalt lát, aki a többi angyallal együtt a főpapnak, Jézusnak a szolgái. A főpap nekikezd az összes szentek (igaz hívők) bűneiért való engesztelési szolgálatnak, úgy az Ó-, mint az Újtestamentumban élőkért.
Történelmi értelmezési irányzat: Az embereknek adott kegyelmi idő (a megtérés lehetőségének ideje) lezárása. A tömjénnel és égő parazsakkal teli füstölőnek a földre vetése jelképezi Jézus az emberekért végzett mennyei közbenjárói szolgálatának a megszűnését, vagyis a kegyelem lezárását és Isten haragjának a kitörését.
Innentől kezdve nem létezik semmilyen közbenjáró a bűnös emberek és Isten haragja között és a föld történelme a befejező csapásokkal lezárul.